# Newberry (Carolina del Sud)
Newberry és una població dels Estats Units a l'estat de Carolina del Sud. Segons el cens del 2000 tenia 10.580 habitants.

## Demografia
Segons el cens del 2000, Newberry tenia 10.580 habitants, 3.970 habitatges i 2.528 famílies. La densitat de població era de 621,8 habitants/km².
Dels 3.970 habitatges en un 29,7% hi vivien nens de menys de 18 anys, en un 36,5% hi vivien parelles casades, en un 22,3% dones solteres, i en un 36,3% no eren unitats familiars. En el 31,7% dels habitatges hi vivien persones soles el 15,9% de les quals corresponia a persones de 65 anys o més que vivien soles. El nombre mitjà de persones vivint en cada habitatge era de 2,42 i el nombre mitjà de persones que vivien en cada família era de 2,97.
Per edats la població es repartia de la següent manera: un 23,3% tenia menys de 18 anys, un 14,9% entre 18 i 24, un 25,5% entre 25 i 44, un 18,6% de 45 a 60 i un 17,6% 65 anys o més.
L'edat mediana era de 34 anys. Per cada 100 dones de 18 o més anys hi havia 81,6 homes.
La renda mediana per habitatge era de 27.064 $ i la renda mediana per família de 33.490 $. Els homes tenien una renda mediana de 28.681 $ mentre que les dones 20.887 $. La renda per capita de la població era de 14.389 $. Entorn del 23,8% de les famílies i el 28% de la població estaven per davall del llindar de pobresa.

## Poblacions més properes
El següent diagrama mostra les poblacions més properes.